# Tillandsia imperialis
Tillandsia imperialis är en gräsväxtart som beskrevs av Charles Jacques Édouard Morren och Benedict Roezl. Tillandsia imperialis ingår i släktet Tillandsia och familjen Bromeliaceae. Inga underarter finns listade i Catalogue of Life.

## Bildgalleri

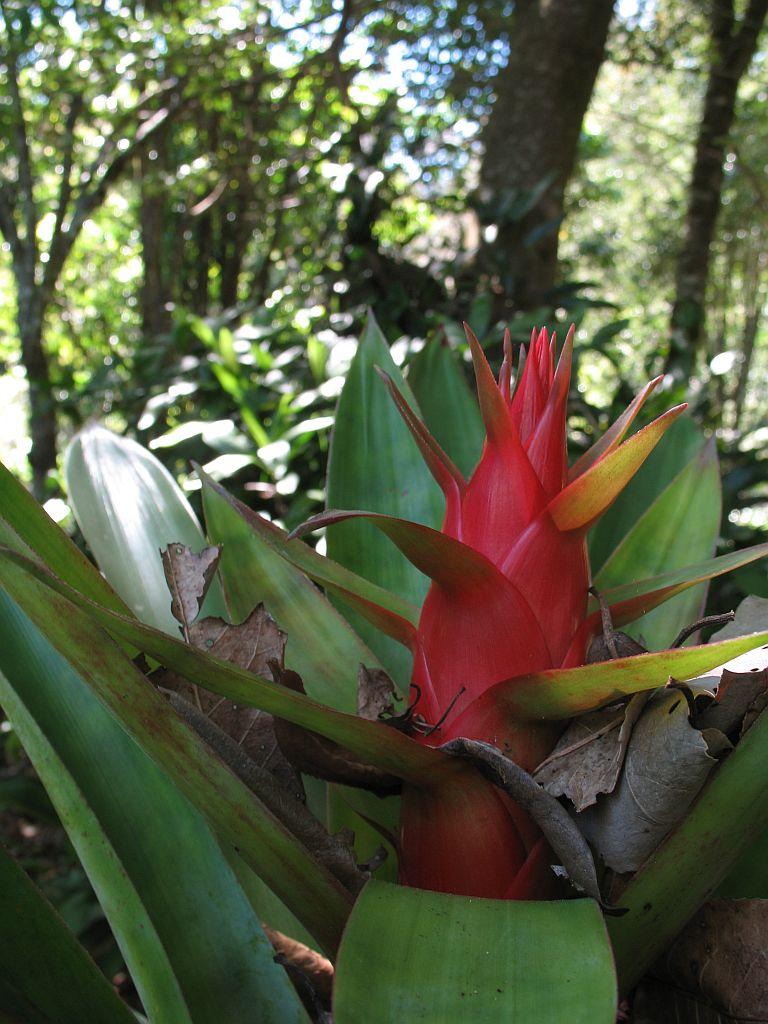